# Jannik Schümann
Jannik Schümann (Hamburg, 22 juli 1992) is een Duits acteur.

## Levensloop
Schümann is geboren en getogen in Hamburg. Hij heeft twee broers en was als kind dol op dansen: jazz en hiphop. Op 9-jarige leeftijd speelde hij de jonge Amadeus Mozart in de musical Mozart op het podium van het theater Neue Flora in Hamburg. Hij werd ontdekt door een agent die hem tekende en hem in de jaren daarna acteerlessen gaf. Daarna begon Schumann te worden uitgenodigd voor kleine rollen in de televisieserie.
Hij verscheen voor het eerst op televisie in 2003 met een gastrol in de televisieserie Die Rettungsflieger. In 2009 speelde hij Max in de jeugdserie  Die Pfefferkörner (Peperbollen). In 2010 speelde Schümann in de Australische jeugdserie A gURLs wURLd. In 2019 werd de dramafilm Aftermath op grote schaal uitgebracht, waarin hij de rol van Albert kreeg. Naast Schümann speelden Keira Knightley, Alexander Skarsgard en Jason Clarke in de film.
In 2020 verscheen hij samen met hoofdrolspeelster Milla Jovovich in de actie-fantasyfilm Monster Hunter, geregisseerd door Paul W.S. Anderson. In 2021 vertolkte hij de rol van Frans Jozef I van Oostenrijk in de  historisch dramaserie Sisi. Schümann woont afwisselend in Hamburg en Berlijn. Hij runt een populaire blog in Duitsland op Instagram, waarop meer dan driehonderdduizend mensen zijn geabonneerd.

## Filmografie

### Film
Uitgezonderd korte films.
| Jaar | Titel                                            | Rol                   | Opmerkingen |
| ---- | ------------------------------------------------ | --------------------- | ----------- |
| 2009 | WinneToons - Die Legende vom Schatz im Silbersee | Bobby (stem)          |             |
| 2012 | Barbara                                          | Mario                 |             |
| 2013 | Spieltrieb                                       | Alev El Quamar        |             |
| 2015 | Taxi                                             | Manfred               |             |
| 2015 | Jesus Cries                                      | Lazarus               |             |
| 2016 | LenaLove                                         | Tim                   |             |
| 2016 | Die Mitte der Welt                               | Nicholas              |             |
| 2017 | Jugend ohne Gott                                 | Titus                 |             |
| 2017 | Submergence                                      | Paul                  |             |
| 2017 | High Society                                     | Albrecht von Schlacht |             |
| 2019 | The Aftermath                                    | Albert                |             |
| 2019 | Rate Your Date                                   | Acteur                |             |
| 2019 | Dem Horizont so nah                              | Danny                 |             |
| 2019 | Deine Farbe                                      | Karl                  |             |
| 2020 | Monster Hunter                                   | Aiden                 |             |

### Televisie
Uitgezonderd eenmalige gastrollen.
| Jaar       | Titel                           | Rol                                                | Opmerkingen     |
| ---------- | ------------------------------- | -------------------------------------------------- | --------------- |
| 2007-2018  | Tatort                          | Louis Grein / Konstantin Auerbach / Felix Freiberg | 3 afleveringen  |
| 2009       | Die Pfefferkörner (Peperbollen) | Max                                                | 4 afleveringen  |
| 2010-2011  | A gURLs wURLd                   | Nicholas                                           | 11 afleveringen |
| 2011       | Homevideo                       | Henry                                              | Televisiefilm   |
| 2012       | Mittlere Reife                  | Tim Seifert                                        | Televisiefilm   |
| 2013       | Die Erfinderbraut               | Tommy Freisinger                                   | Televisiefilm   |
| 2014       | Die drei Federn                 | Gustav                                             | Televisiefilm   |
| 2015       | Die kalte Wahrheit              | Thomas                                             | Televisiefilm   |
| 2015       | Mein Sohn Helen                 | Finn Wilke / Helen Wilke                           | Televisiefilm   |
| 2016       | The Midwife 2                   | Anton                                              | Televisiefilm   |
| 2016-2020  | Die Diplomatin                  | Nikolaus Tanz                                      | 5 afleveringen  |
| 2019       | Charité                         | Otto Marquardt                                     | 6 afleveringen  |
| 2019       | Tage des letzten Schnees        | Lutz Wegner                                        | Televisiefilm   |
| 2020       | 9 Tage wach                     | Eric Stehfest                                      | Televisiefilm   |
| 2021       | Tribes of Europa                | Dewiat                                             | 5 afleveringen  |
| 2021       | Westwall                        | Nick Limbach                                       | 2 afleveringen  |
| 2021-heden | Sisi                            | Frans Jozef I van Oostenrijk                       | 18 afleveringen |

### Nasynchronisatie
In het Duits.
| Jaar | Titel                | Rol                             | Opmerkingen     |
| ---- | -------------------- | ------------------------------- | --------------- |
| 2010 | Dance Academy        | Sean Callahan                   | 26 afleveringen |
| 2012 | Dr. Seuss' The Lorax | Ted                             | Film            |
| 2016 | Eddie the Eagle      | Matti "The Flying Finn" Nykänen | Film            |
| 2019 | Shadowhunters        | Jonathan Morgenstern            | 12 afleveringen |

## Theater
| Jaar      | Titel                            | Rol          | Opmerkingen            |
| --------- | -------------------------------- | ------------ | ---------------------- |
| 2001–2002 | Mozart                           | Amadé        | Neue Flora, Hamburg    |
| 2004      | Oliver Twist                     | Jack Dawkins | Kampnagel, Hamburg     |
| 2008      | Ich war noch niemals in New York | Florian      | Operettenhaus, Hamburg |